# خطابه
خطابه یا خطبه یا وعظ سخنی است برای تحریک مردم به انجام یا ترک عملی از طریق تحریک عواطف و اقناع آن‌ها. در واقع در خطابه پیش از آن که اندیشه و فکر افراد مورد خطاب باشد، احساسات و عواطف آن‌ها را مخاطب قرار می‌دهند. آیین سخنوری را خطابت می‌گویند.
خطابه با تعریف فوق، یکی از صنعت‌های پنج‌گانه در علم منطق می‌باشد و با تعریف و کاربردی نزدیک به آن در ادبیات از شیوه‌های بلاغت می‌باشد.

## خطابات در قرآن
درقرآن خطابات دوگونه‌اند.
1. عمومی-یاایهاالناس-یاایهاالانسان-یاایهاالذینامنوا-یاایهاالذین کفروا- یاایهاالکافرون
2. خاص-یاایهاالمدثر-یاایهاالمزمل-یاایهاالنبی-یاایتهاالنفس المطمئنه-یاایهاالرسول-قل[۲]

## خطبهٔ حج
خطبهٔ روز عرفه، خطبه اصلی مراسم حج واجب است که هرساله توسط بالاترین مُفتی عربستان سعودی خوانده می‌شود.